# Guaviraví
Guaviraví är en ort i Argentina.   Den ligger i provinsen Corrientes, i den nordöstra delen av landet, 600 km norr om huvudstaden Buenos Aires. Guaviraví ligger 70 meter över havet och antalet invånare är 641.
Terrängen runt Guaviraví är mycket platt. Trakten runt Guaviraví är nära nog obefolkad, med mindre än två invånare per kvadratkilometer.. Närmaste större samhälle är Yapeyú, 11,3 km söder om Guaviraví.
Trakten runt Guaviraví består huvudsakligen av våtmarker.